# 荨麻汤
荨麻汤是用荨麻芽制成的汤食。早在三千年前的青铜时代，英国当地居民便用荨麻炖成浓汤食用。如今，荨麻汤常出现在挪威、瑞典、丹麦、伊朗、爱尔兰以及欧洲东部。

## 历史
荨麻汤在中世纪欧洲是一种利尿、清血、治疗关节疼痛、关节炎和花粉热的药材。几个世纪以来，印第安人一直用荨麻进行治疗：拉科塔族用来治疗胃痛；奥吉布瓦族用来治疗皮肤病和痢疾；波塔瓦托米人用来治疗发热；温尼贝戈族则用来治疗过敏症状。
荨麻拥有很高的营养价值，富含钙、镁、铁、维生素A和维生素B，但直接食用会有烧灼感。历史上最为常见的食用方法就是将荨麻制作成汤或者茶。

## 做法变化
荨麻汤的做法会因地域和文化差异而变化。

### 瑞典
瑞典传统的荨麻汤会将荨麻在热水中烫一下，然后滤净水中的泥沙。接着把荨麻切成小段（或打成泥）并加入其他的配料，如小葱、熊葱头、大蒜、山萝卜或者茴香。最后再将配料与先前做好的炒面糊一起混于水中炖煮几分钟。在瑞典，荨麻汤通常搭配水煮蛋、荷包蛋或者酸奶油一起食用。

### 伊朗
在伊朗马赞德兰省，荨麻汤作为汤食之外还具有医用价值。除荨麻外，汤中还加入了大蒜、洋葱、鹰嘴豆、姜黄、大米、扁豆、蔬菜、油以及石榴糊（或石榴酱）。配料中的扁豆有时会用花豆或蚕豆代替，同时也会加入红菜头、南瓜、等其它多种蔬菜。